# Dolichiscus purpureus
Dolichiscus purpureus là một loài chân đều trong họ Austrarcturellidae. Loài này được Beddard miêu tả khoa học năm 1886.